# Ромберг, Ганс-Вольфганг
Ганс-Во́льфганг Ро́мберг (нем. Hans-Wolfgang Romberg; 15 мая 1911 или 11 мая 1911, Берлин — 6 сентября 1981, Вайль-на-Рейне, Баден-Вюртемберг) — врач люфтваффе. Один из обвиняемых на Нюрнбергском процессе над врачами. Был признан невиновным.

## Биография
Ганс-Вольфганг Ромберг с 1929 по 1935 гг. обучался медицине в университетах Берлина, Инсбрука. С апреля 1936 года по 1938 год работал в одном из госпиталей Берлина. В мае 1933 года вступает в НСДАП. Впоследствии также вступает в штурмовые отряды (СА) военно-морских сил Третьего рейха, национал-социалистическое народное движение (нем. Nationalsozialistische Volkswohlfahrt). В 1938 году становится вначале ассистентом, а потом и руководителем отдела института воздушной медицины люфтваффе, где он работал под руководством одного из других обвиняемых на Нюрнбергском процессе над врачами Зигфрида Руффа.

## Нюрнбергский процесс над врачами
Предстал в качестве одного из обвиняемых на процессе над врачами. Нюрнбергский процесс над врачами проходил с 9 декабря 1946 по 20 августа 1947 года.
По заданию люфтваффе изучалась ситуация, когда пилот подбитого противником самолёта катапультировался с большой высоты и попадал в ледяную морскую воду. В ходе проведения эксперимента в концлагере Дахау была смонтирована камера, в которой можно было смоделировать свободное падение с высоты 21 000 метров. Из 200 подопытных 70—80 погибли. Исследование влияния переохлаждения на организм изучалось путём погружения тела заключённого в ледяную воду.
Вместе с Ромбергом по этому делу были также обвинены Руфф и Вельтц.
Стороне обвинения не удалось доказать причастность Вельтца, Руффа и Ромберга к этим опытам, в связи с чем они были оправданы.